# Château de Ray-sur-Saône
Le château de Ray-sur-Saône est un ancien château fort datant du Xe siècle reconstruit en style classique au XVIIIe siècle, situé à Ray-sur-Saône en Bourgogne-Franche-Comté (village classé « Cité de caractère de Bourgogne-Franche-Comté »). Le château appartient au département de la Haute-Saône, depuis la donation de  Diane Baconnière de Salverte du 29 mai 2015. Il est en parfait état de conservation ; le parc est ouvert gratuitement à la visite. Il fait partie des plus beaux châteaux de la région de par sa richesse intérieure et extérieure.
Le château est classé au titre des monuments historiques depuis novembre 2009. L'ancienne forteresse a fait l'objet de diverses transformations au fil des siècles et conserve des traces de chaque époque traversée, même si elle fut très endommagée par la guerre de Dix Ans. Pour l’essentiel, c’est une bâtisse de 1720 et après. Cependant, on peut facilement deviner ce qui n’est plus, comme les fossés entourant le château, désormais comblés, ou le pont-levis dont on entrevoit encore l’emplacement.

## Historique
Au XIe siècle le village appartient à l'abbaye Saint-Vincent de Chalon-sur-Saône, les sires de Ray étant à la tête de la seigneurie et en assurant la défense. À la fin du XIIe siècle, Othon de La Roche du château de La Roche devient baron de Ray à la suite de son mariage avec sa cousine Isabelle de Ray (fille du seigneur Guy de Ray). Othon de la Roche participa à la quatrième croisade durant laquelle il s’illustra, lui valant par la suite le titre de duc d’Athènes. Au XIIIe siècle, l'abbaye Saint-Vincent de Chalon-sur-Saône cède le village aux comtes de Bourgogne, qui en reconnaissent la toute propriété aux sires de Ray vers 1270.
Au XVIIe siècle, l'union entre Rose de Ray et son cousin Alexandre de Marmier, baron de Longwy, a permis par la suite à la dynastie des Marmier, fidèles des ducs de Bourgogne auprès desquels ils s’illustrèrent, de revendiquer la baronnie de Ray. Leur fils, François-Philippe, a épousé par la suite Marguerite Hamilton issue d’une des plus illustres familles de Grande-Bretagne; en témoignent deux coffres en laque, présents de noces du prétendant à la couronne d'Angleterre Jacques François Stuart. 
La famille de Marmier a possédé Ray durant plus de 150 ans, jusqu’en 1931, année du mariage de Gabrielle de Marmier (1911-1992) avec le comte Hubert Baconnière de Salverte (1898-1979), neveu de l'historien du meuble François de Salverte. De leur union naquirent Diane-Regina, Philippe et François de Salverte.
Le château appartint donc à la famille de Mérode de 1636 à 1774, à celle des ducs de Marmier-Choiseul, puis à celle de Salverte. 
Diane-Regina de Salverte (1934-2016) a donné le château au Département de la Haute-Saône le 29 mai 2015,. Diane de Salverte était la 33e génération, sur dix siècles de lignages, à habiter ce château. La richesse de cette famille, de la noblesse française, se lit au pied de la grande cheminée de la salle d’armes: Ante omnia sylvae (avant tout les forêts). Tout au long des siècles, les revenus de la famille restèrent en effet étroitement liés au bois.
Lors de la vente aux enchères publiques du mobilier du château de l'Abbaye à Neuvelle-les-la-Charité des 10 et 11 mais 2025, ainsi qu'il l'avait fait avec l'aide de l'Etat à Clermont-Ferrand en 2019 et en 2021 pour certains éléments mobiliers issus de la succession de sa dernière propriétaire privée, le Département  de la Haute-Saône, poursuivant le remeublement du château, préempta trois meubles Salverte : un grand bureau dit "à cylindre" et une commode estampillée Lacroix d'époque Louis XVI, un bureau dit "Mazarin' d'époque Louis XIV (cf. "La Gazette Drouot" n°19 du 16/05/2025, p.147).

### Domaine et jardinXVIIIe,XIXeetXXesiècles
La reconstruction du château par la famille de Merode au début du  XVIIIe siècle s'accompagne d'un aménagement du parc. En 1774, le parc se compose de vignes, d'une vaste première cour, d'un parterre entouré de constructions en treillage, d'un jardin et d'une cour d'honneur. Au début du XIXe siècle, le paysagiste Jean-Marie Morel projette de transformer ce terrain de six hectares en un parc paysager à l'anglaise, ombragé de grands arbres très variés mais le parc actuel a été créé par un autre paysagiste, Eugène Bühler, dans les années 1870 à la demande du duc Raynald de Marmier et de son épouse Marguerite de Moustier. Le parc est également classé monument historique. À partir de 1932, le tracé du parc est modifié par le comte et la comtesse de Salverte. Un imposant portail Louis XV daté de 1734 (acquis par Hubert de Salverte à Auxonne) s'ouvre sur une allée rectiligne, longée de part et d'autre par une double rangée de tilleuls de Hollande, de hêtres pourpres et d'ifs. De là s'échappent des allées rayonnantes, délimitant des parterres et convergeant vers le château. De nombreuses espèces d'arbres à feuilles caduques et des conifères sont également plantés. De nos jours existe encore une futaie forestière, aménagée en 1880, à l'extrémité nord du parc. Elle est constituée d'essences rares et exotiques, pour la plupart centenaires, qui dissimulent le caveau des seigneurs de Ray. En continuant la promenade dans cette direction, une avenue cavalière pénètre dans la forêt appelé le bois des Dames. Ainsi, sur l'ensemble du parc, le visiteur peut, aujourd'hui encore, croiser cèdres (dont le plus notable fut planté en 1830 par la duchesse de Marmier, née Stéphanie de Choiseul-Stainville), tilleuls, sophoras, épicéas, pins, foyards, sycomores, frênes et marronniers, séquoias…  En contrebas du château, au sud, s'étagent des terrasses au milieu des remparts édifiés au fil des siècles. Elles ouvrent sur la campagne vallonnée de la vallée de la Saône et sur la Cité de caractère de Ray-sur-Saône.

## Description
Juché sur un éperon rocheux qui domine la Saône de plusieurs dizaines de mètres, le site a longtemps été considéré comme stratégique. Au Xe siècle, son édification permit de surveiller les voies de passage. Au XVe siècle, il est entouré d'un fossé et d'une muraille comportant probablement quatorze tours (plus grande forteresse du comté de Bourgogne au Moyen Âge[réf. nécessaire]). Deux d'entre elles, ainsi qu'une partie des fortifications, existent toujours. Au fil des guerres et de ses seigneurs, la forteresse a été modifiée, détruite, reconstruite, etc.

### Le château
Dès le haut Moyen Âge, un système défensif constitué de châteaux forts protège la vallée supérieure de la Saône. L'imposante forteresse de Ray-sur-Saône est l'un de ces lieux stratégiques, mais la guerre de Dix Ans, de 1636 à 1646, contribue à sa destruction. Des quatorze tours de l'enceinte, il n'en reste que deux semi-circulaires : la tour Tranchée et la tour du Guet, ainsi qu'une poterne remaniée. Du château médiéval ne subsistent qu'une énorme tour (la seconde tour, ruinée par la guerre de Dix Ans, a été reconstruite vers 1725), crénelées au XIXe siècle, qui veillent sur l'édifice actuel. La façade sur la vallée se caractérise par une asymétrie des ouvertures et l'intégration d'une partie des anciens murs, renforçant l'aspect austère. Le long de cette façade figure une croix moderne mise en place par les Salverte en mémoire d'Othon de la Roche, baron de Ray, duc d'Athènes.
Sur la cour d'honneur, les trois corps de bâtiment forment un plan en U. Le pavillon central est relié par des pans coupés aux ailes latérales terminées par un décrochement. L'avant-corps, construit sur les plans de l'architecte bisontin Claude-Antoine Colombot en 1805, est souligné par des refends et un fronton triangulaire, d'inspiration classique. Une toiture à la Mansart en petites tuiles couvre l'ensemble. Cette toiture devrait être rénovée à partir de 2018, plusieurs acteurs publics prenant en charge le coût des travaux.

### La forteresse
Après les ravages des Écorcheurs en 1434, Jean IV de Ray fait consolider la forteresse afin de mieux assurer la défense de ses sujets. La tour de la Porterie et sa porte attenante constituent l'unique vestige des trois points d'accès à la forteresse. La porte était renforcée par une herse. Un pont levis rejoignant le pont dormant, inamovible, permettait de franchir un profond fossé qui se devine encore jusqu'à la tour voisine, transformée en colombier en 1591. Il nous faut imaginer un niveau du sol plus bas qu'aujourd'hui, accentuant le caractère défensif de l'ouvrage.
Le château est fortement endommagé lors de la guerre de Dix Ans (un épisode de la guerre de Trente Ans), puis rasé en représailles de l'asile offert à Gaston d'Orléans dans la Comté. Il sera reconstruit sous sa forme actuelle à la fin des XVIIe et XVIIIe siècles sur les fondations de la forteresse médiévale d'origine. Des canonnières ostentatoires viennent ponctuer le château de plaisance.
La tour d'Amour est relevée au XVIe siècle, alors qu'elle était en ruines. La tour Patelot, entièrement refaite en 1725, est rebaptisée alors Tour Neuve puis tour de Holstein. La Porterie sera restaurée à la fin du XVIIIe siècle. Un châtelet, construit en avant-corps de la forteresse pour protéger le passage du pont est transformé au XVe siècle en boulevard, élévation en terre gazonnée puis en maçonnerie destinée à protéger les anciens murs des tirs d'artillerie. Détruit en grande partie en 1637 et en 1642, le château est reconstruit dans sa forme actuelle (plan en U) à partir de la fin du XVIIe siècle. Les tours seront équipées de canonnières cruciformes et leurs toits pointus remplacés par des créneaux à la fin du XIXe siècle. Sept tours peuvent être considérées avec certitude, soit deux fois moins que les quatorze retenues par la tradition.

### Le bourg castral
C'est probablement au cours du XIIe siècle qu'une partie de la population, initialement implantée autour de l'église, vient s'installer au pied du château. On parle alors d'un castrum, bourg qui se développe ainsi pendant 500 ans, jusqu'à ce que la guerre de Dix Ans ne vienne le détruire.
Au XVe siècle, l'espace situé sur le flanc du château est occupé par un village-rue composé d'une trentaine de maisons, en bois ou de pierre et de bois, conçues à la fois pour l'habitation et les activités artisanales ou agricoles, dans un environnement ponctué de jardins potagers et entouré de grandes vignes. La moitié de ces maisons sont habitées par des tenanciers, qui paient un cens (loyer) pour leurs terres et leurs biens au seigneur ; les autres ont été données en fief par le seigneur à ses officiers ou à ses vassaux, contre un certain nombre de services et d'obligations. Le long de la courtine, on trouve les bâtiments à usage agricole : pressoir, four, fénil (grenier à foin), granges du seigneur. On y accède par une porte encore visible. À proximité, appartenant à cette enceinte primitive, subsiste la demi tour circulaire transformée en colombier en 1591. Un "grand chemin", une "voie du treuil" (pressoir, ou encore "une ruatte par laquelle l'on monte sur les murs", structurent l'espace.

Quelques vues du château
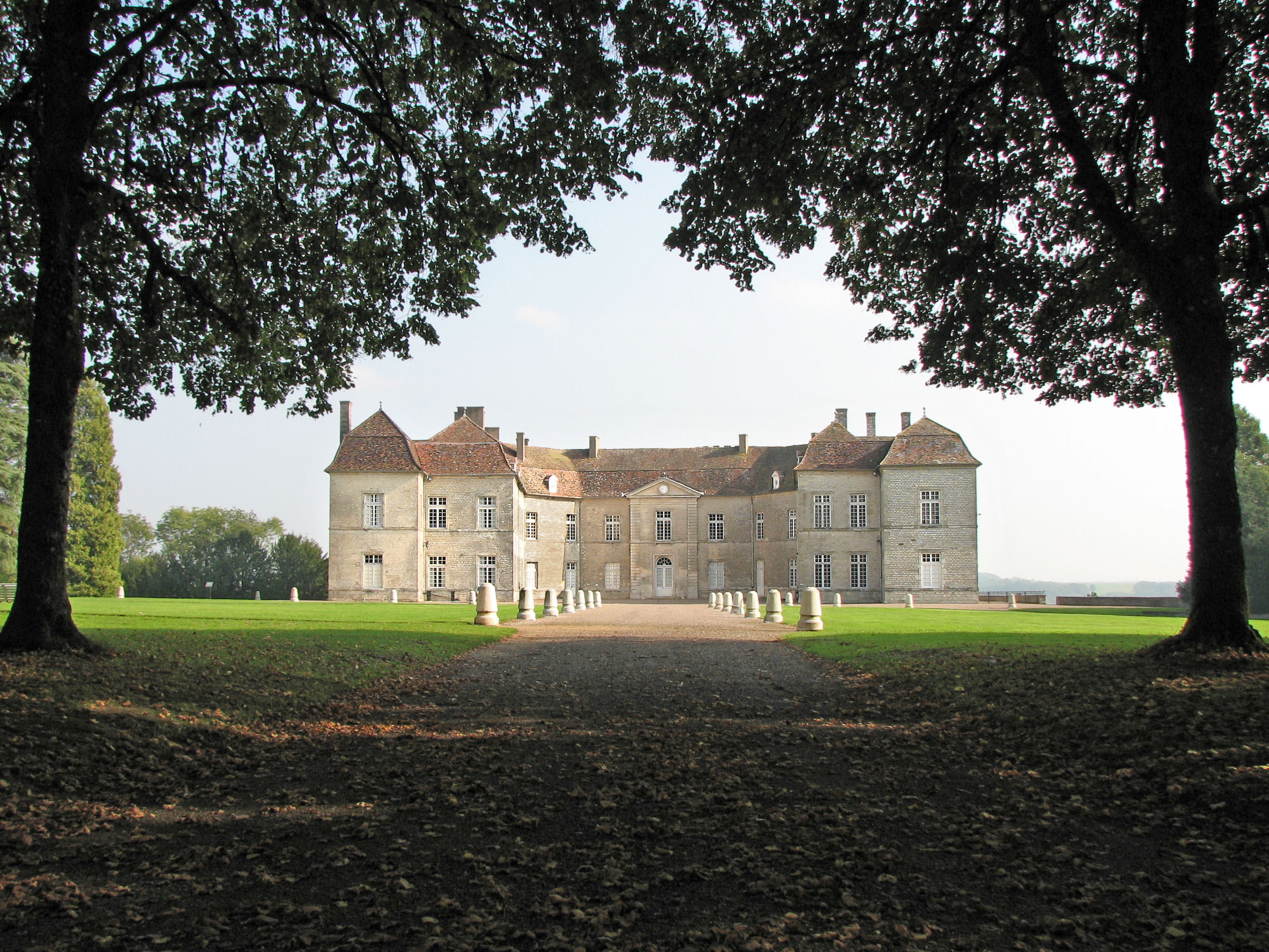
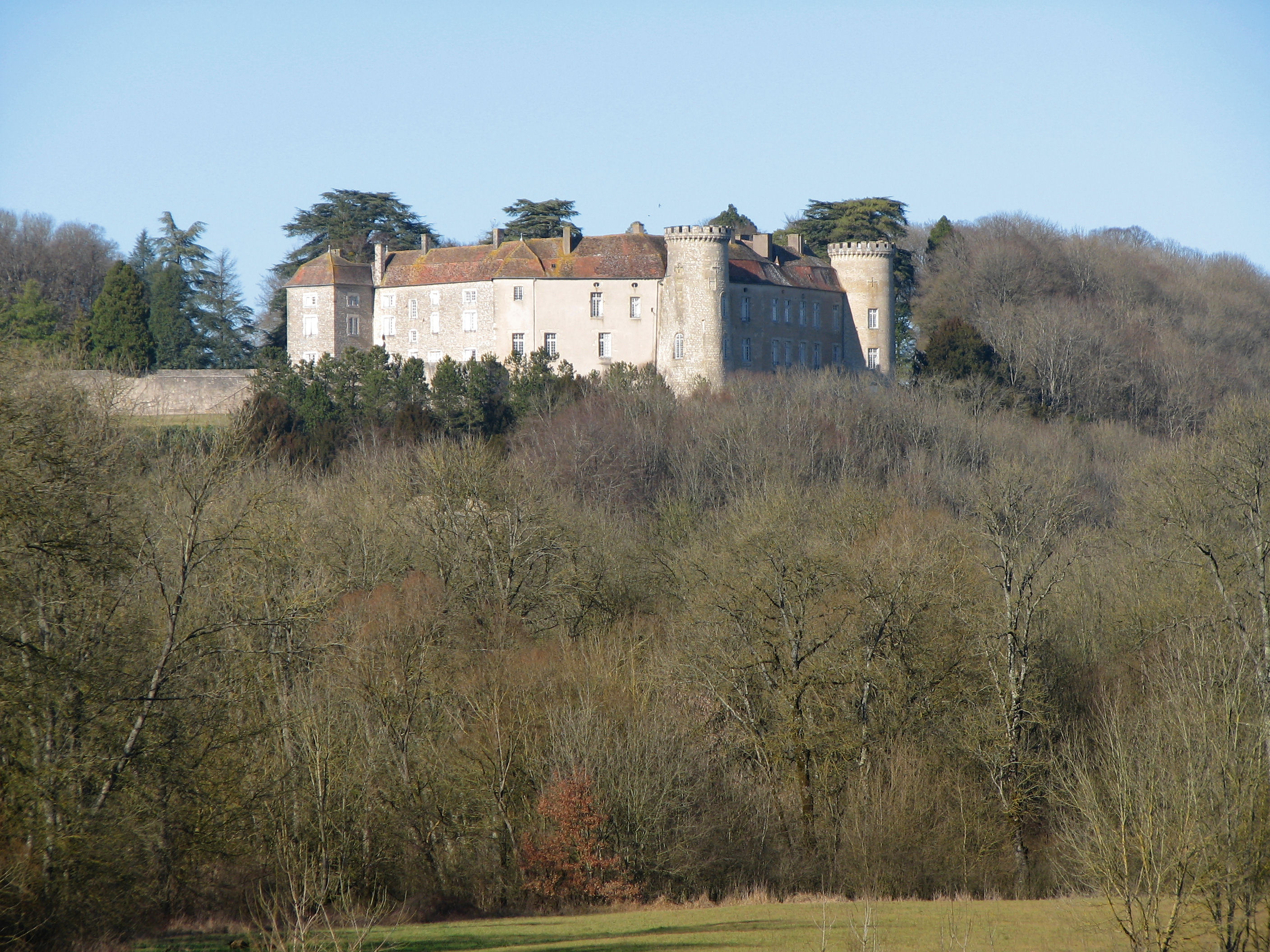
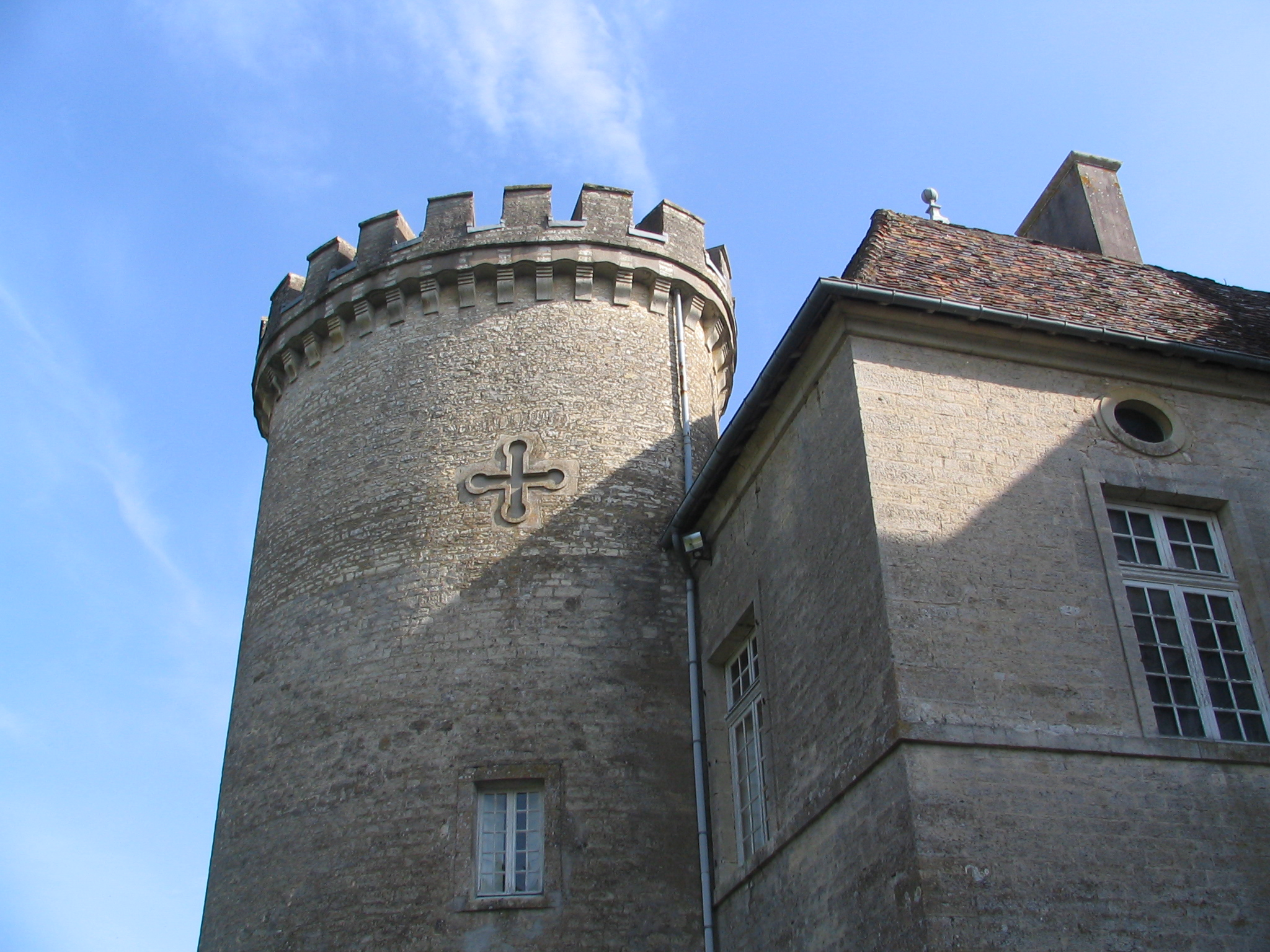
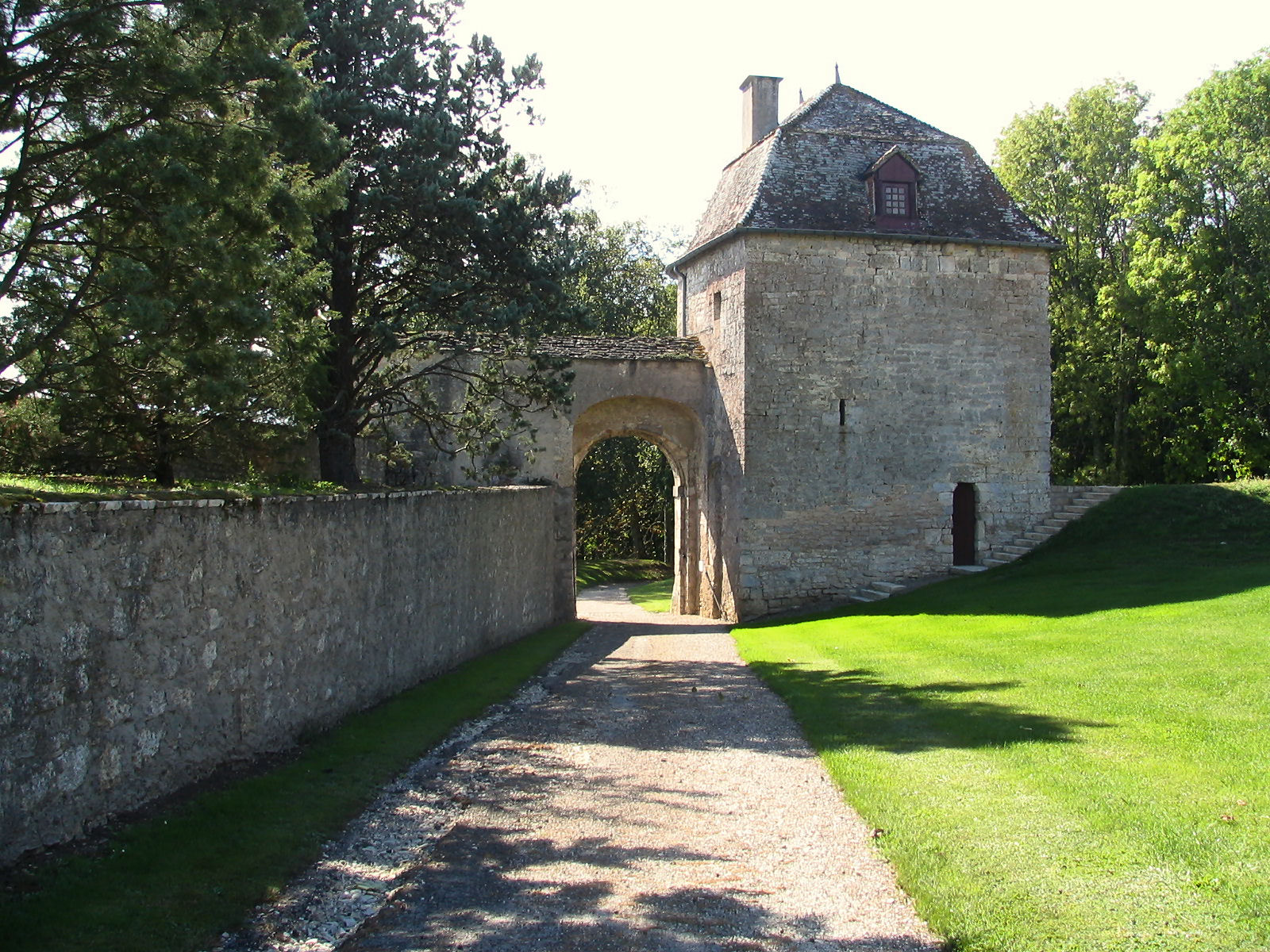
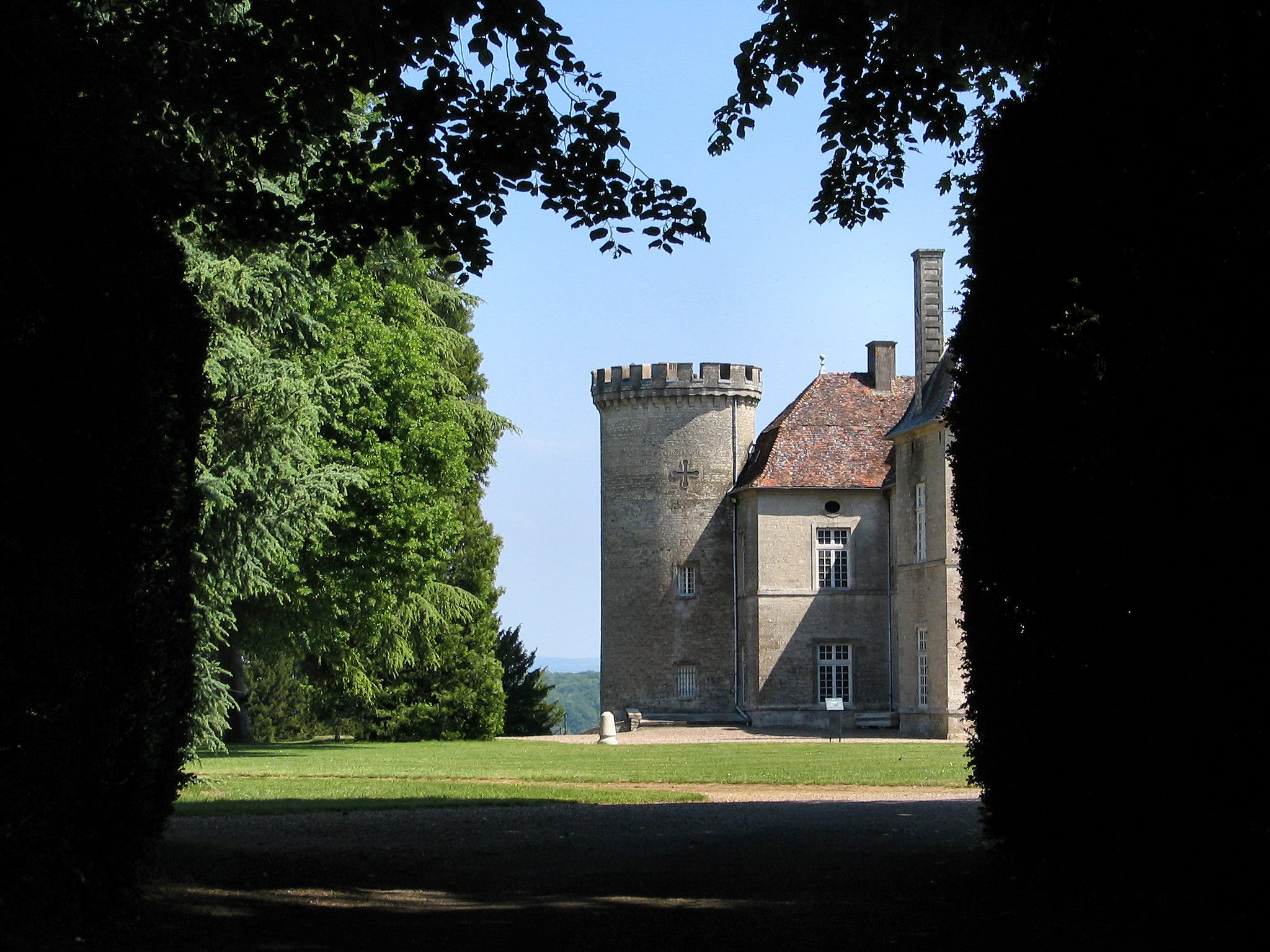
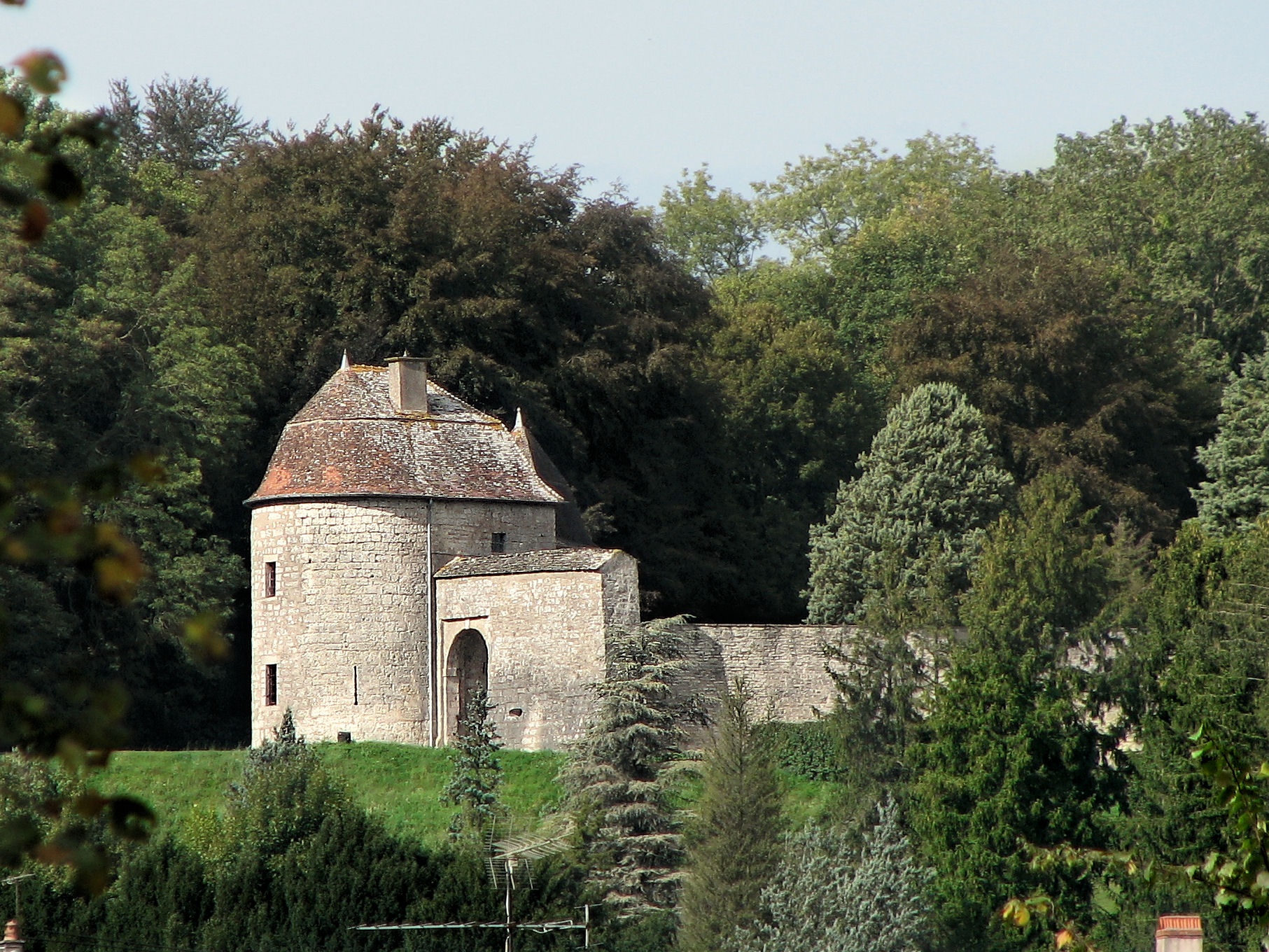
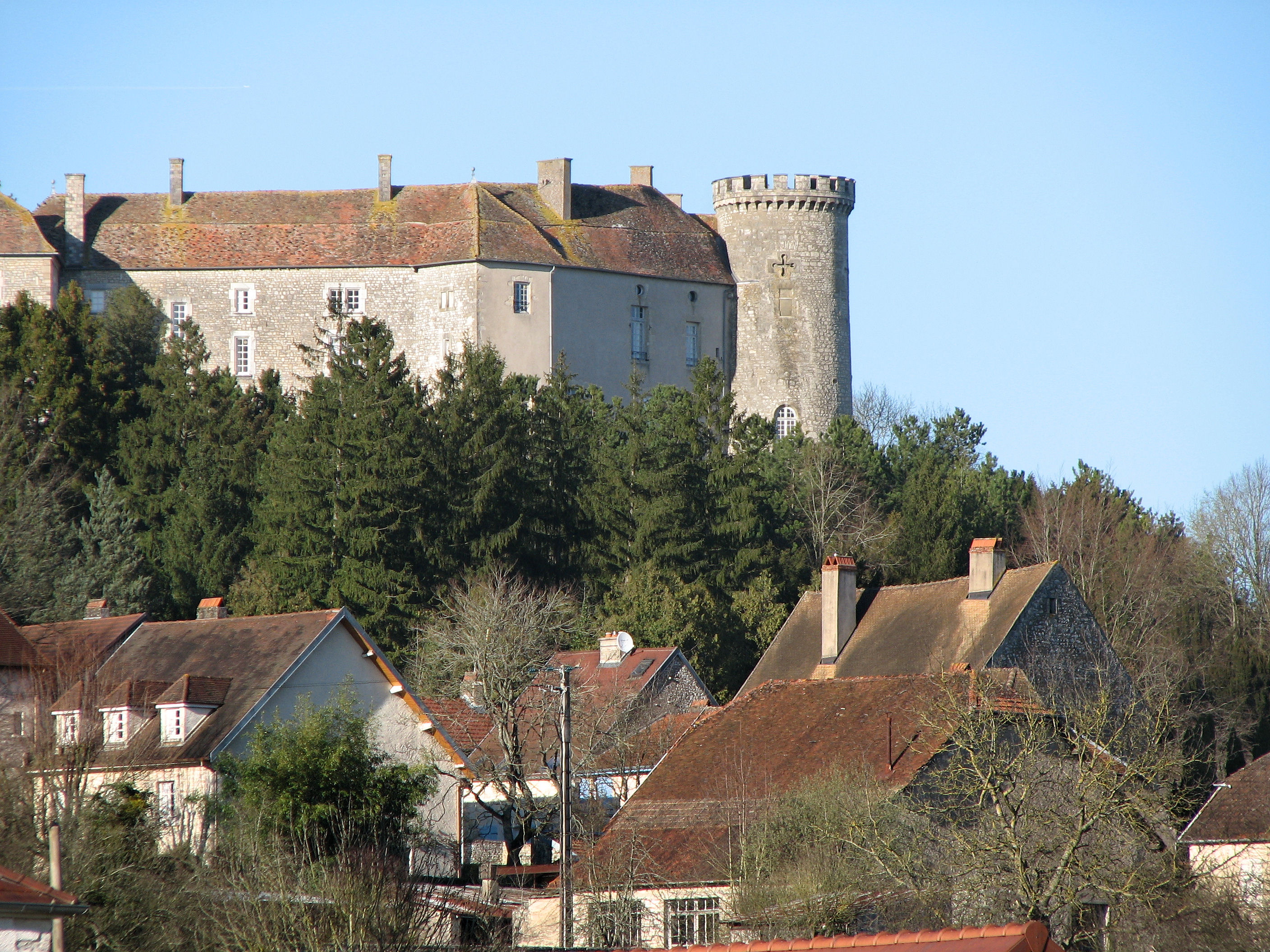
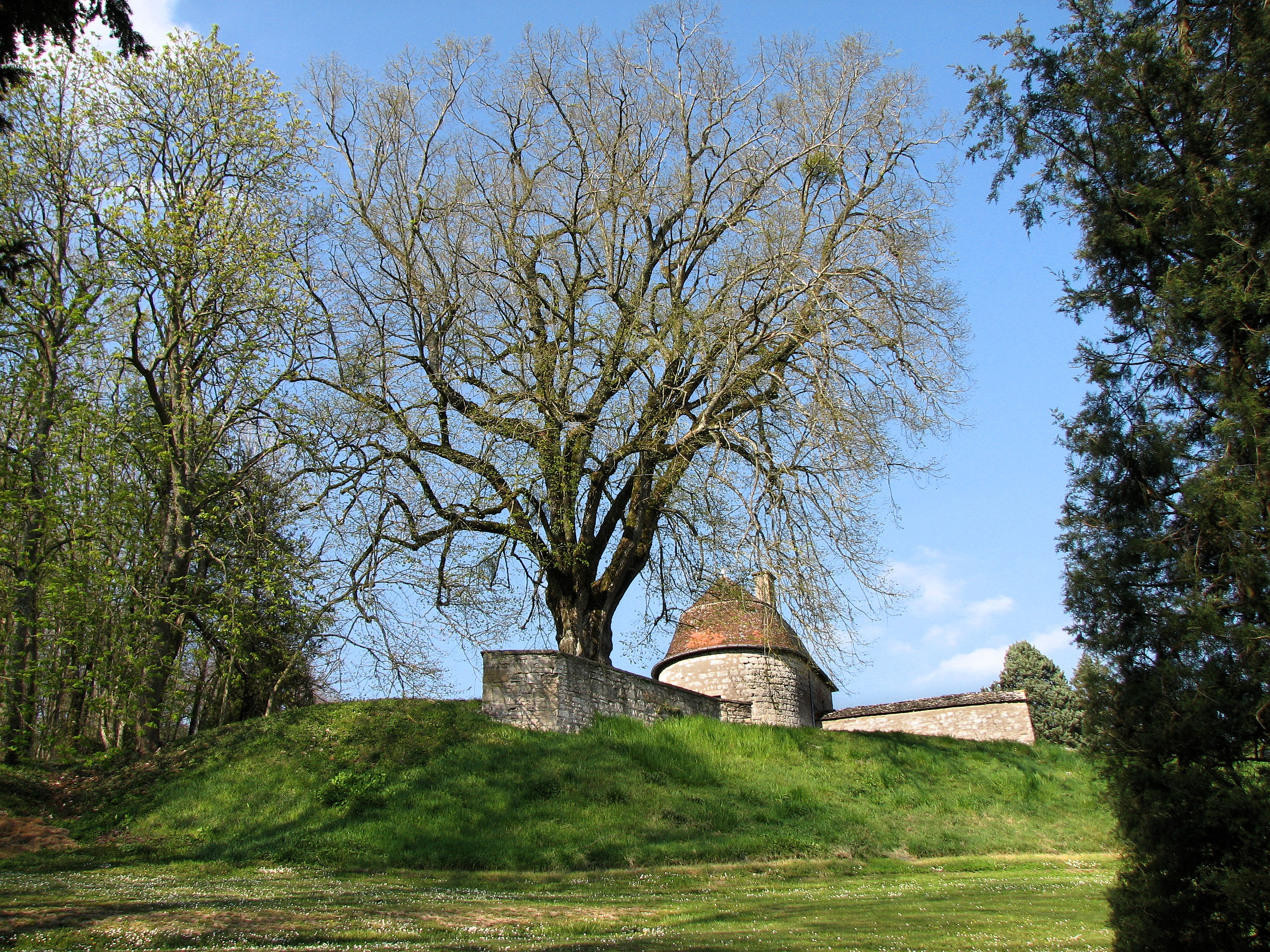